# 長崎町 (東京府)
長崎町（ながさきまち）は、かつて東京府北豊島郡に存在した町の一つ。1926年（大正15年）の町制施行によって誕生した。現在の東京都豊島区西部に当たる地域。
1889年（明治22年）の市制町村制によって誕生した、前身である長崎村（ながさきむら）についても合わせて記述する。それ以前の武蔵国豊島郡長崎村についても本項で述べる。

## 地理
現在の地名では豊島区要町、千川、千早、長崎、南長崎のほぼ全域および、西池袋四丁目の西半分とその他の一部（旧・谷端川以西）、池袋の一部（旧・谷端川以西）、目白四丁目の西半分と五丁目のほぼ全域、高松の一部、板橋区南町、幸町のそれぞれ一部に相当する。
武蔵野台地の東端部にあたる。大きく谷端川に囲まれる北部と南部の二つの起伏に分かれる。
- 山：鼠山
- 河川：千川上水（千川用水）、谷端川

## 歴史
伝承によれば鎌倉時代末期に長崎氏の長崎高重知行となったため、長崎と呼ばれるようになったという。しかし、長崎村は周辺の地域とは異なり文書を残さず口伝でのみ情報を残してきたため、確証となる文書は存在しない。
室町時代の『小田原衆所領役帳』には、「太田新六郎知行江戸長崎」とあり、すでにこの地名が存在し、江戸衆に組み込まれていたことがわかる。
古くから清戸道（現在の目白通りなど）から長橋道（現在の山手通りなど）が分岐するあたりに道の駅として椎名町という小名があった。
長らく農地であったが、昭和に入ってから徐々に住宅地に変貌した。

### 年表
- 1868年8月7日（慶応4年旧暦6月19日）：長崎村は武蔵知県事山田政則管轄区域となる。
- 1869年
  - 2月20日（明治2年旧暦1月10日）：山田政則を罷免し、宮原忠英を武蔵知県事に任命。
  - 3月10日（明治2年旧暦1月28日）：武蔵知県事宮原忠英の管轄区域をもって大宮県が設置。
  - 11月2日（明治2年旧暦9月29日）：大宮県が浦和県に改称。
- 1870年
  - 1月16日（明治2年旧暦12月15日）：浦和県が下板橋宿に出張所を設置。
  - 4月21日（明治3年旧暦3月21日）：下板橋宿組合、上板橋宿組合が合併され、板橋宿組合となる。
- 1871年
  - 4月24日（明治4年旧暦3月5日）：岩淵宿組合が廃止され、板橋宿組合に編入される。
  - 5月22日（明治4年旧暦4月4日）：戸籍法公布。翌年旧暦2月試行。
  - 8月26日（明治4年旧暦7月11日）：戸籍法に従い、浦和県内に戸籍区が設置され、板橋宿組合は第三区となる。
  - 10月12日（明治4年旧暦8月28日）：戸籍区が分割され、長崎村は上板橋村、中丸村と共に第三区二小区となる。
  - 12月28日（明治4年旧暦11月17日）：浦和県が岩槻県および忍県と合併して埼玉県となり、豊島郡29村は東京府に編入され板橋口となる。当区域は板橋口第三区二小区となる。
- 1872年
  - 1月8日（明治4年旧暦11月28日）：東京府は大区小区制により旧・府内を六大区に区分する。
  - 2月21日（明治5年旧暦1月13日）：板橋口が第四大区の管轄となり、長崎村は上赤塚村、下赤塚村、成増村、徳丸本村、徳丸脇村、四葉村と共に第四大区十六小区（区屯所は目白蓮花寺）に編入される。
  - 明治5年旧暦3月：旧・板橋口29村が形式上は第四大区十七小区に区分されるが、実質的には前述の管理のままであった。
- 1873年（明治6年）3月：東京府は府内全域を十一大区に再編する区画改正を行い、長崎村は下板橋宿、金井窪村、中丸村、上板橋村と共に第九大区四小区（区事務取扱所は下板橋宿）となる。
- 1878年（明治11年）11月：大区小区制が廃され、郡区町村編制法により北豊島郡（郡役所は下板橋宿）が設置される。
その後、連合戸長役場が設置されるが、長崎村は単独のままであった。1884年（明治17年）度の記録によれば上板橋村外三ヶ村連合（上板橋村上練馬村下練馬村長崎村連合。連合戸長役場は上板橋村）となっていたとされるが、疑問である。
- 1889年（明治22年）5月1日：市制町村制により、長崎村の大半に下落合村の飛地（字三軒家）を編入し、長崎村となる。一部は巣鴨村に編入される。
- 1899年（明治32年）：村役場庁舎建築。
- 1926年（大正15年）6月30日：郡制廃止により北豊島郡役所が廃止され、東京府直轄となる。
- 1926年（大正15年）10月1日：長崎村が町制施行し長崎町となる。
- 1932年（昭和7年）10月1日：東京市編入により、長崎町は巣鴨町、西巣鴨町、高田町とともに豊島区となる。

## 行政

### 施設
- 長崎町役場
  - もともとの長崎村役場は字西向2887番地にあったが、1915年（大正4年）4月に新設し移転。

## 経済

### 産業
- 主な産業：椎名町の商家を除けば完全な農村地帯。米、麦、野菜を生産。
- 快進社：日本初の国産自動車メーカーであり、日産自動車の前身。

## 地域

### 地名
- 字 - 高松、前高松、北荒井、地蔵堂、並木、荒井、大和田、西向、境窪、北原、西原、田原、五郎窪、水道向

### 教育
- 長崎町立長崎尋常高等小学校（旧・長崎尋常小学校、現・豊島区立長崎小学校）
- 長崎町立長崎第二尋常小学校（現・豊島区立要小学校）
- 長崎町立長崎第三尋常小学校（現・豊島区立椎名町小学校）
- 長崎町立長崎農業補習小学校（長崎尋常高等小学校に併設）
- 長崎町立長崎青年訓練所

## 交通

### 鉄道路線
- 武蔵野鉄道→西武鉄道池袋線
  - 椎名町駅
  - 東長崎駅

### 道路
- 東京府費支弁道
  - 清戸道（現在の目白通りなど）
  - 長橋道（現在の山手通りなど）
  - 長崎道
  - 桃並木道

## 名所・旧跡・観光スポット・祭事・催事

### 神社
- 長崎神社（村社）
- 粟島神社（無格社）

### 宗教
- 金剛院

### 遺跡・その他
- 長崎富士

### 体育施設
- 立教大学東長崎グラウンド（1925年開設）[1]

## 出身有名人
- ハナ肇